# Rengueret (Toralla)
Rengueret és una partida del terme municipal de Conca de Dalt, a l'antic terme de Toralla i Serradell, en territori del poble de Toralla.
Està situat al sud-est de Toralla, al sud-oest de Mascarell. És a migdia de la partida de les Vinyes, a ponent del Clot de Mateu. És a prop i a l'esquerra del barranc de Mascarell.